# Kürten
Kürten település Németországban, azon belül Észak-Rajna-Vesztfália tartományban. Lakosainak száma 20 158 fő (2023. december 31.). Kürten Wermelskirchen, Wipperfürth, Lindlar, Overath, Bergisch Gladbach és Odenthal községekkel határos.

## Népesség
A település népességének változása:
| Lakosok száma | 14 780 | 19 855 | 19 768 | 19 832 | 20 128 | 20 158 |
|               | 1975   | 2017   | 2019   | 2021   | 2022   | 2023   |